# 수전 데이
수전 데이(Susan Dey, 1952년 12월 10일 ~ )는 미국의 배우, 모델이다. 시트콤 《더 패트리지 패밀리》의 로리 패트리지 역과 드라마 《L.A. 로》의 그레이스 반 오웬 역으로 유명하다.

## 영화
- 후보자

## 텔레비전
- 하와이 파이브-O
- S.W.A.T. (1975년 드라마)
- 스트리트즈 오브 샌프란시스코
- L.A. 로
- 크리스 쿠퍼
- 서드 워치